# Olynth

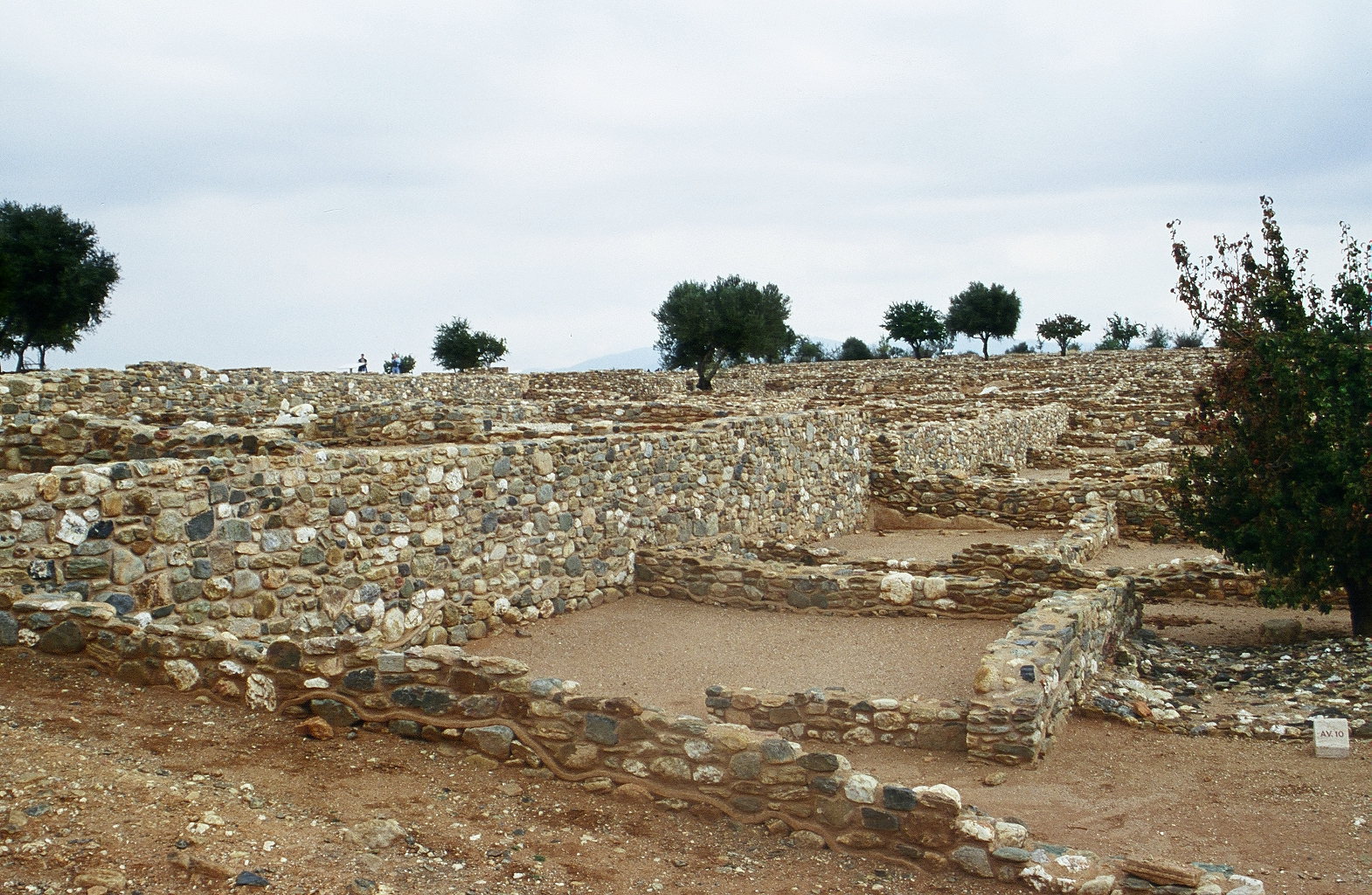
Stadterweiterung von Olynth auf dem Nordhügel

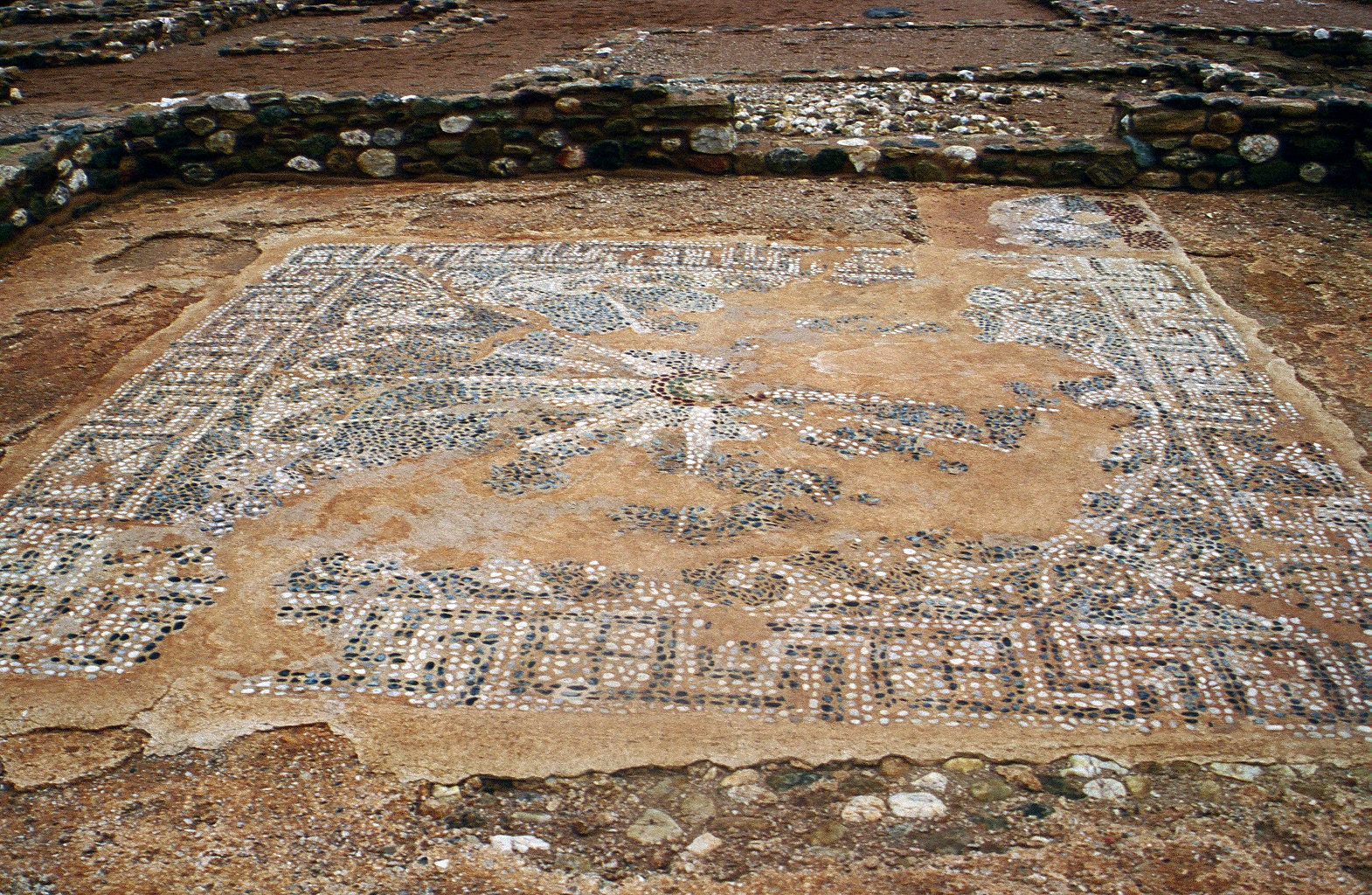
Kieselmosaik in einem Haus vom Nordhügel

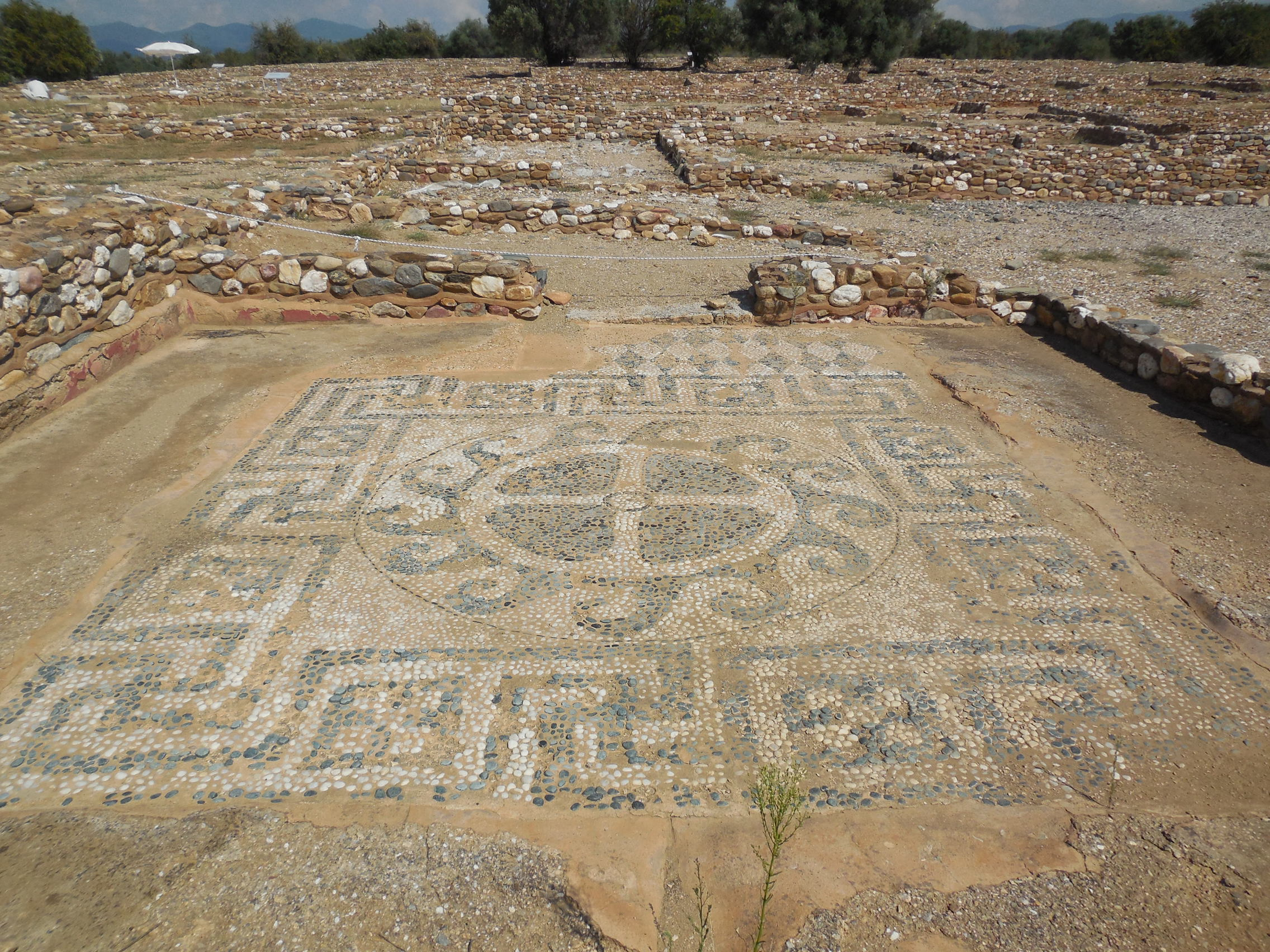
Ein weiteres Kieselmosaik

Olynth (griechisch Όλυνθος (Χαλκιδικής) (f. sg.), Olynthos (Chalkidikis), lateinisch Olynthus) war eine antike Stadt, die auf der griechischen Halbinsel Chalkidiki an der Spitze des Toronäischen Golfes lag. Der Platz war seit dem 8. Jahrhundert v. Chr. durchgehend bewohnt. Olynth wurde im Zusammenhang mit den Perserkriegen 480/479 v. Chr. erstmals erwähnt und 432 v. Chr. durch einen Zusammenschluss (Synoikismos) mit den Küstenstädten Mekyberna, Singos und Gale stark erweitert. Daraufhin entwickelte sich die Stadt zur Vormacht des Chalkidischen Städtebundes. Im Verlauf der makedonischen Expansion wurde Olynth 348 v. Chr. auf Veranlassung des Makedonenkönigs Philipp II. zerstört.

## Geografische Lage
Olynth lag etwa 4 km landeinwärts nordwestlich vom Ende des Toronäischen Golfes auf der griechischen Halbinsel Chalkidike. Die Stadt wurde auf Hügeln östlich des Flusses Vatunia (antik: Sardanos) gegründet, die sich 30 bis 40 m über das Umland erheben. Das Polisgebiet umfasste die fruchtbare Flussebene, die im Norden und Osten an die Ausläufer der Berge um Polygyros und im Westen an eine zum Vatunia parallel verlaufende Steilstufe grenzt. Im Südwesten und -osten stieß das Gebiet von Olynth an das Umland der antiken Städte Potidaia und Mekyberna.

## Geschichtlicher Hintergrund

### Anfänge und Perserkriege
Die erste Besiedlung in historischer Zeit reicht mindestens in das 7. Jahrhundert v. Chr. zurück. Damals wurde der thrakische Stamm der Bottiaier von den Makedoniern aus dem Gebiet beim Thermaischen Golf vertrieben und gründete danach, auf der weiter östlich gelegenen Halbinsel Chalkidike, Olynth. 480 v. Chr. musste sich Olynth den Persern unter Xerxes unterwerfen. Ein Jahr später, nach der persischen Niederlage bei Salamis im September 480 v. Chr., ließ der persische General Artabazos das inzwischen aufständische Olynth angreifen und die dort lebenden Bottiaier umbringen. Die Stadt wurde anschließend einer griechisch-chalkidischen Bevölkerung übergeben.

### Pentekontaëtie
Nach den Perserkriegen trat Olynth dem Attischen Seebund unter der Hegemonie Athens bei und zahlte einen, seiner wohl geringen Bedeutung entsprechenden, niedrigen Tribut von ungefähr zwei Talenten in die Bundeskasse ein.

### Peloponnesischer Krieg

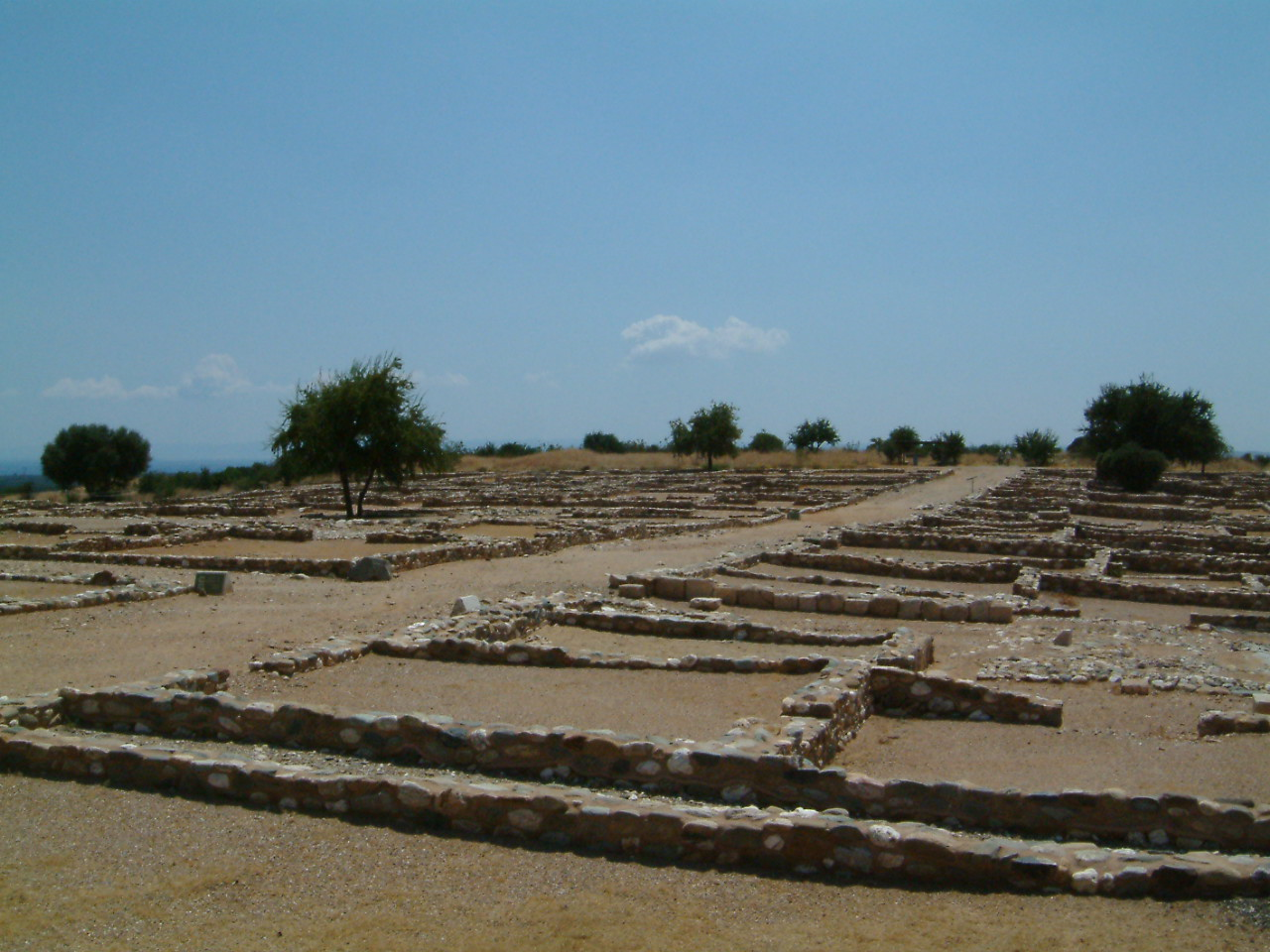
Blick auf das Raster der Stadterweiterung von 432 v. Chr. auf dem Nordhügel

Das Jahr 432 v. Chr. bedeutete für Olynth einen großen Umbruch sowohl in seiner politischen als auch in seiner städtebaulichen Entwicklung. Die stetig zunehmenden Spannungen zwischen Athen und dem Peloponnesischen Bund erreichten in dieser Zeit auch den Nordrand der Ägäis, die letztendlich zu einem Abfall Olynths von Athen führen sollten. Mehrere Faktoren spielten hierbei sicherlich eine Rolle. Zum einen mehrte sich der Unmut unter den Mitgliedern des Attischen Seebundes über die beherrschende Stellung Athens im Bund. Zum anderen kam es am Vorabend des Peloponnesischen Krieges durch den Bruch zwischen Olynths Nachbarstadt Potidaia und Athen zu einer Destabilisierung der Macht Athens in dieser Region. Der makedonische König Perdikkas II. forcierte in eigenem Interesse diese angespannte Situation und brachte mehrere chalkidische Städte, Mitglieder des Attischen Seebundes, dazu, sich von Athen abzuwenden. Die Chalkidier gaben daraufhin die Küstenstädte Mekyberna, Singos und Gale, die unmittelbar von der athenischen Seestreitmacht bedroht werden konnten, auf und siedelten die Bevölkerung in das landeinwärts gelegene und leichter zu verteidigende Olynth um. Die auf zwei Hügeln gelegene Stadt musste dazu erheblich erweitert werden, wobei die neuen Stadtteile nach einem regelmäßigen Muster angelegt wurden.
Bis zum Nikiasfrieden von 421 v. Chr. kämpfte Olynth auf Seiten des Peloponnesischen Bundes gegen Athen. Auch nach dem Friedensschluss setzte die zur Vormacht der Chalkidike herangewachsene Stadt den Krieg gegen Athen fort, da die Friedensbestimmungen eine Zerschlagung des Chalkidischen Städtebundes bedeutet hätten.

### Spartas Hegemonie

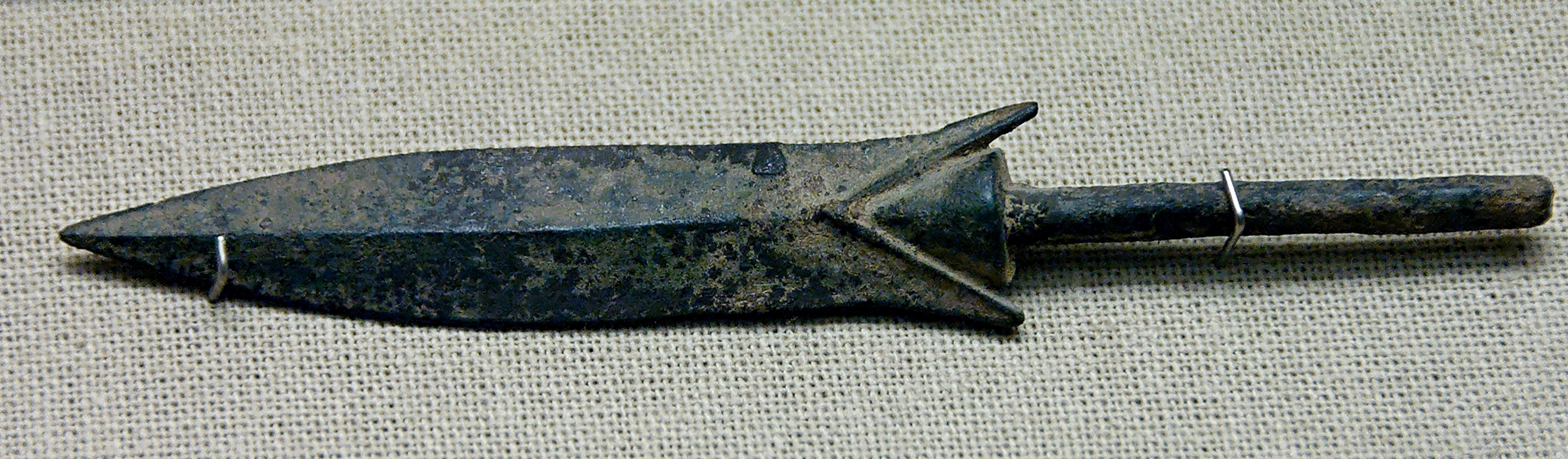
Bronzene Pfeilspitze aus dem Olynth des 4. Jahrhunderts v. Chr.

In der Zeit nach dem Ende des Peloponnesischen Krieges 404 bis 382 v. Chr. nahm die Bedeutung des Chalkidischen Städtebundes mit seiner wichtigsten Stadt Olynth merklich zu und wurde zu einem einflussreichen Machtfaktor im Norden Griechenlands. Die ständige Erweiterung des Bundes stellte jedoch auf Dauer für Sparta eine Störung seiner hegemonialen Bestrebungen dar. Sparta war nach Abschluss des Königsfriedens 386 v. Chr. zwischen den Persern und den griechischen Stadtstaaten (Poleis) im Interesse seiner in diesem Vertrag gefestigten Stellung in Griechenland darauf bedacht, keine größeren Bündnissysteme (Symmachien) neben dem eigenen, also dem Peloponnesischen Bund, zu dulden, und drängte daher auf die im Königsfrieden festgesetzte Autonomie der Poleis. Diese zu Gunsten Spartas ausgelegte Autonomie wurde durch den Chalkidischen Bund in Frage gestellt, als dieser die Städte Akanthos und Apollonia zum Anschluss an ihren Bund aufforderte. Sparta schloss daraufhin mit Makedonien unter Amyntas III. ein Bündnis und entsandte 10.000 Mann zur Chalkidike. Im sogenannten Ersten Olynthischen Krieg 382 bis 379 v. Chr. musste Olynth kapitulieren und die einstweilige Auflösung des Chalkidischen Städtebundes hinnehmen.

### Aufstieg Makedoniens und Zerstörung Olynths

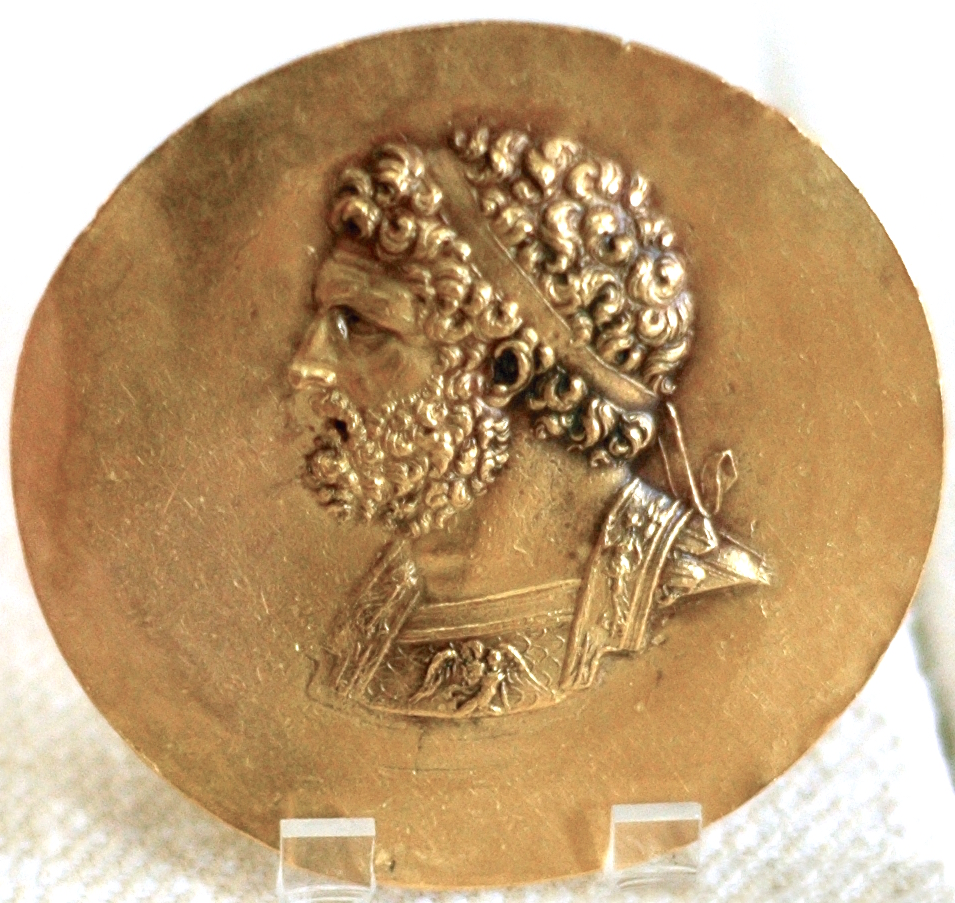
Makedonenkönig Philipp II.

Nach einer kurzen Mitgliedschaft im zweiten Attischen Seebund 378 bis 377 v. Chr. gelang es den Städten auf der Chalkidike, ihr altes Bündnis zu erneuern. Der Chalkidische Bund gewann in den folgenden zwei Jahrzehnten wieder an Macht und Bedeutung und besaß zeitweise über 30 Mitglieder. Allerdings wurde er in den Kampf um die Vorherrschaft in der Ägäis zwischen Athen und dem aufsteigenden Makedonien unter Philipp II. hineingezogen.
Mit der Eroberung von Pydna, Mitglied des Attischen Seebundes, durch Philipp II. 357 v. Chr. sah sich Athen gezwungen, Makedonien den Krieg zu erklären. Der Chalkidische Bund willigte daraufhin in ein Bündnis mit Makedonien ein. Philipp II. gelang es in den Folgejahren, nicht nur die Herrschaft seiner gemachten Eroberungen zu behaupten, sondern diese erheblich auszuweiten. Nach der Schlacht auf dem Krokusfeld 352 v. Chr. in Thessalien war er der unbestrittene Herrscher über den Norden Griechenlands. Der Chalkidische Bund lag nun inmitten seines Herrschaftsbereiches, und es war eine Frage des Zeit, dass dieser Bund in sein Königreich eingegliedert wurde.
Der Vorwand für die Eroberung der chalkidischen Städte wurde 349 v. Chr. mit der Aufnahme der auf der Flucht befindlichen Halbbrüder Philipps II., Arrhidaios und Menelaos, durch Olynth gegeben.
Nachdem Olynth der Aufforderung Philipps II., die Thronprätendenten auszuliefern, nicht entsprochen hatte, befahl er den Angriff auf die Stadt. Der Abschluss eines Verteidigungsbündnisses mit Athen und die Entsendung athenischer Hilfskorps unter Chares kam jedoch zu spät, da den Makedonen die Einnahme von Olynth 348 v. Chr. zuvor gelang. Die Stadt wurde zerstört und ihre Einwohner in die Sklaverei verkauft. Die restlichen Städte des Chalkidischen Bundes ergaben sich anschließend ohne nennenswerte Gegenwehr und wurden dem makedonischen Königreich hinzugefügt. Viele ehemalige Bewohner Olynths wurden 316 v. Chr. zur Gründung von Kassandreia auf dem Gebiet des ebenfalls von Philipp II. zerstörten Potidaia unter dem späteren makedonischen König Kassander herangezogen.

## Die Stadt

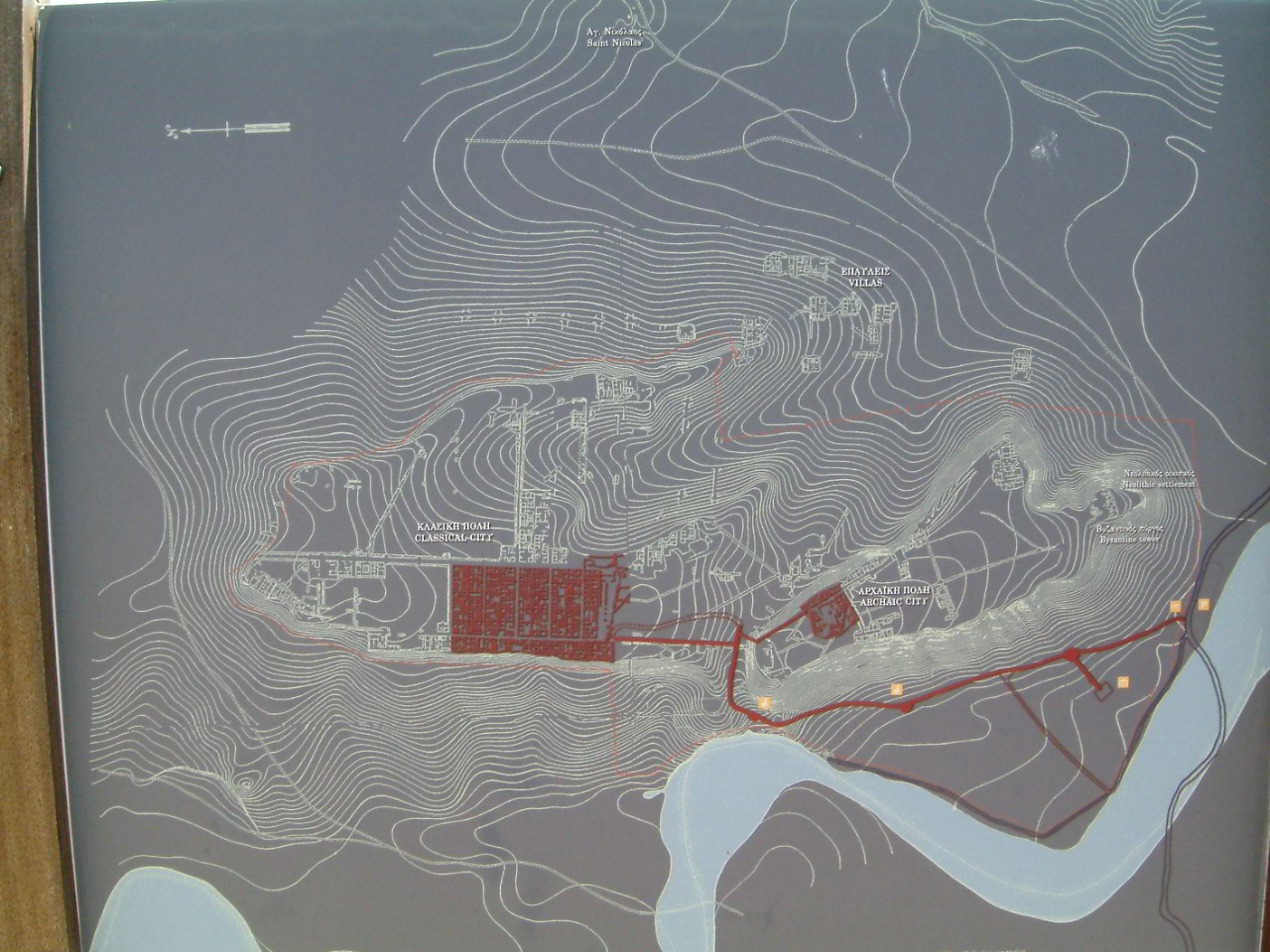
Übersichtsplan von Olynth mit den drei Stadtvierteln

In zeitlicher Folge entstanden in Olynth drei separate Stadtteile. Der älteste Stadtteil, der durch die Perser 480/479 v. Chr. zerstört wurde, befand sich auf dem Südhügel. Daran schlossen sich auf dem Nordhügel und den östlichen Hügelflanken der Nordstadt die beiden klassischen Stadtviertel an.

### Altstadt auf dem Südhügel

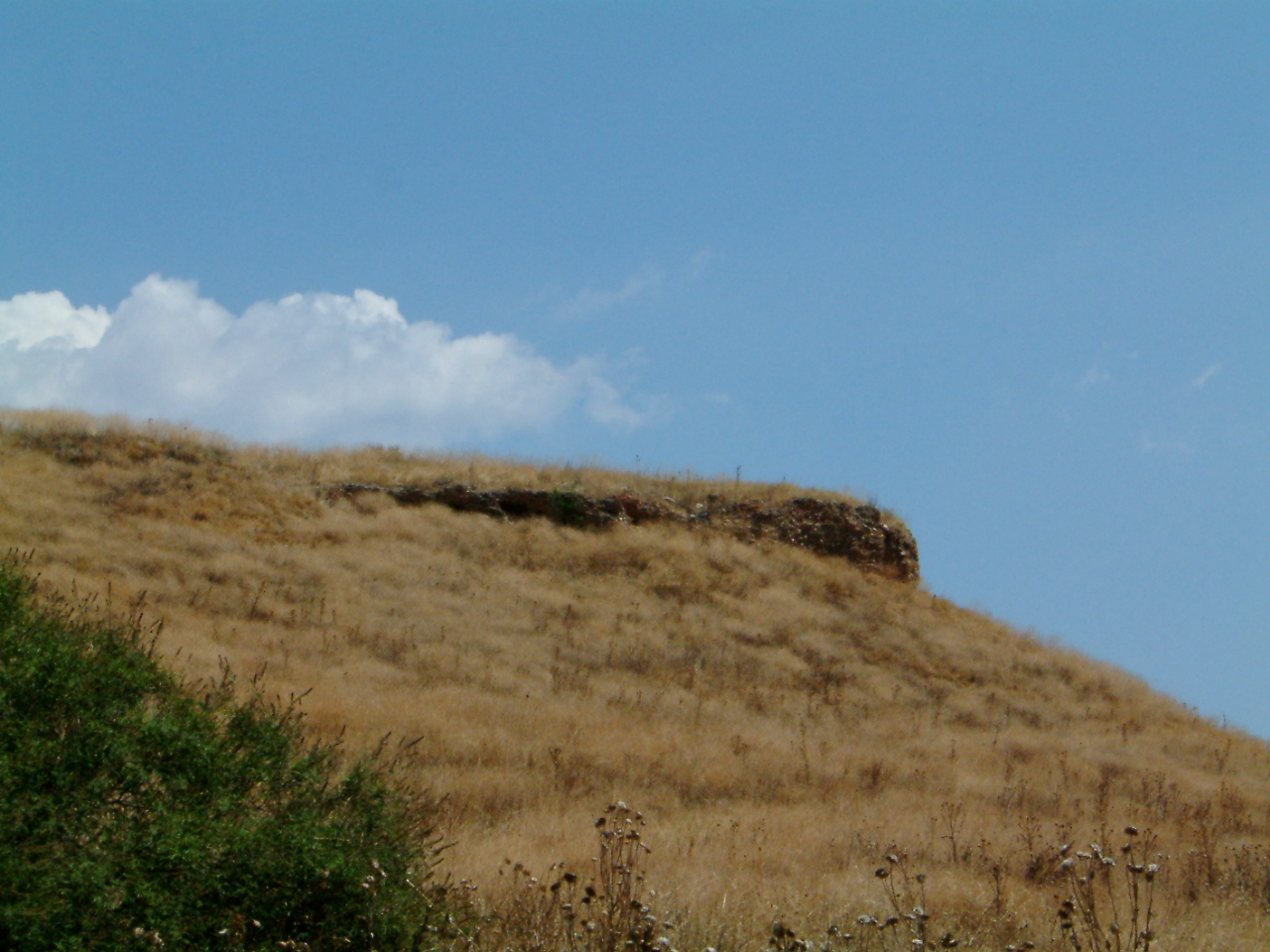
Teilansicht des Südhügels

Die Altstadt Olynths lag auf dem Plateau eines langgestreckten Hügels im Süden der späteren Stadt, der eine Siedlungsfläche von ca. 6 Hektar einnahm. Die Besiedlung des Südhügels setzte im 8. bis 7. Jahrhundert v. Chr. ein und kann hauptsächlich bis in das 4. Jahrhundert v. Chr. verfolgt werden. Die von Herodot erwähnte Eroberung der Stadt durch die Perser 479 v. Chr. lässt sich mit großer Sicherheit durch eine Brandschicht aus dem 5. Jahrhundert v. Chr. archäologisch fassen. Das Areal war dicht bebaut und ist durch eine unregelmäßige Stadtanlage gekennzeichnet. Soweit rekonstruierbar besaßen die Häuser und Räumlichkeiten aufgrund des Platzmangels relativ kleine Abmessungen. Das Stadtgebiet erschloss sich durch zwei Straßen, die jeweils am Rande des Plateaus verliefen.

### Stadterweiterung auf dem Nordhügel
Mit Ausbruch des Peloponnesischen Krieges 432 v. Chr. schlossen sich mehrere chalkidische Poleis zu einer Stadt zusammen, um gegen etwaige Angriffe Athens besser gewappnet zu sein. Als Ort für diesen Synoikismos wurde Olynth bestimmt. Um die große Zahl der Umsiedler aufzunehmen, musste die Stadt erheblich erweitert werden. Da der Südhügel mit der Altstadt bereits dicht besiedelt war, wählte man das Plateau des Nordhügels und die Flächen östlich des Südhügels für die Erweiterung aus.

#### Anlage der Nordstadt

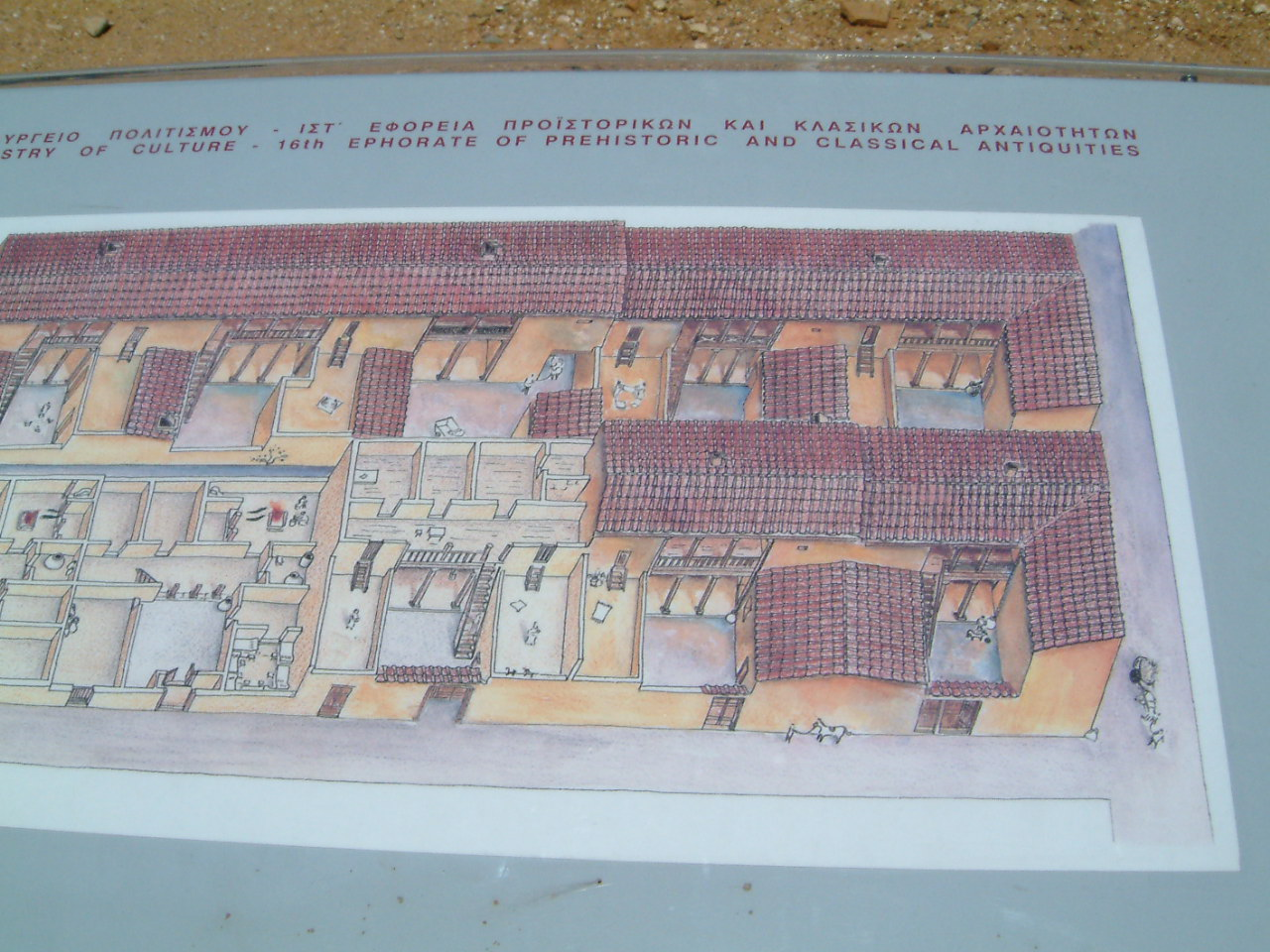
Rekonstruktionsvorschlag der Häuser auf dem Nordhügel

Die Planung sah nicht nur eine Vervielfachung der bisherigen Bevölkerung Olynths vor, sondern gab der Stadt ein vollständig neuen Charakter. Im Gegensatz zur gewachsenen unregelmäßigen Bebauung der Altstadt stattete man die Neustadt mit breiten Straßen und großzügigen Grundstücken aus, die nach einem rechtwinkligen Muster ausgerichtet waren. Die Grundeinheit dieser klassischen Rasterstadt war das immer gleich groß zugeschnittene Grundstück mit einer Breite von 58 Fuß und einer Tiefe von 57,5 Fuß. Je nach Lage im Stadtplan bildeten bis zu zehn, in zwei Zeilen aneinandergereihte, Grundstücke einen Häuserblock, die Insula. Haupt- und Nebenstraßen trennten die ost-westlich ausgerichteten Insulae. Die 5,80 m bis 9,20 m breiten Hauptstraßen verliefen von Nord nach Süd, verbanden Neu- und Altstadt und dienten als Ausfallstraßen zum Umland. Die ost-westlich verlaufenden Nebenstraßen ermöglichten dagegen den Zugang zu den einzelnen Grundstücken und waren mit etwa 5 m Breite derart angelegt, dass zwei Fuhrwerke unbehindert passieren konnten.

#### Privathäuser in der Nordstadt

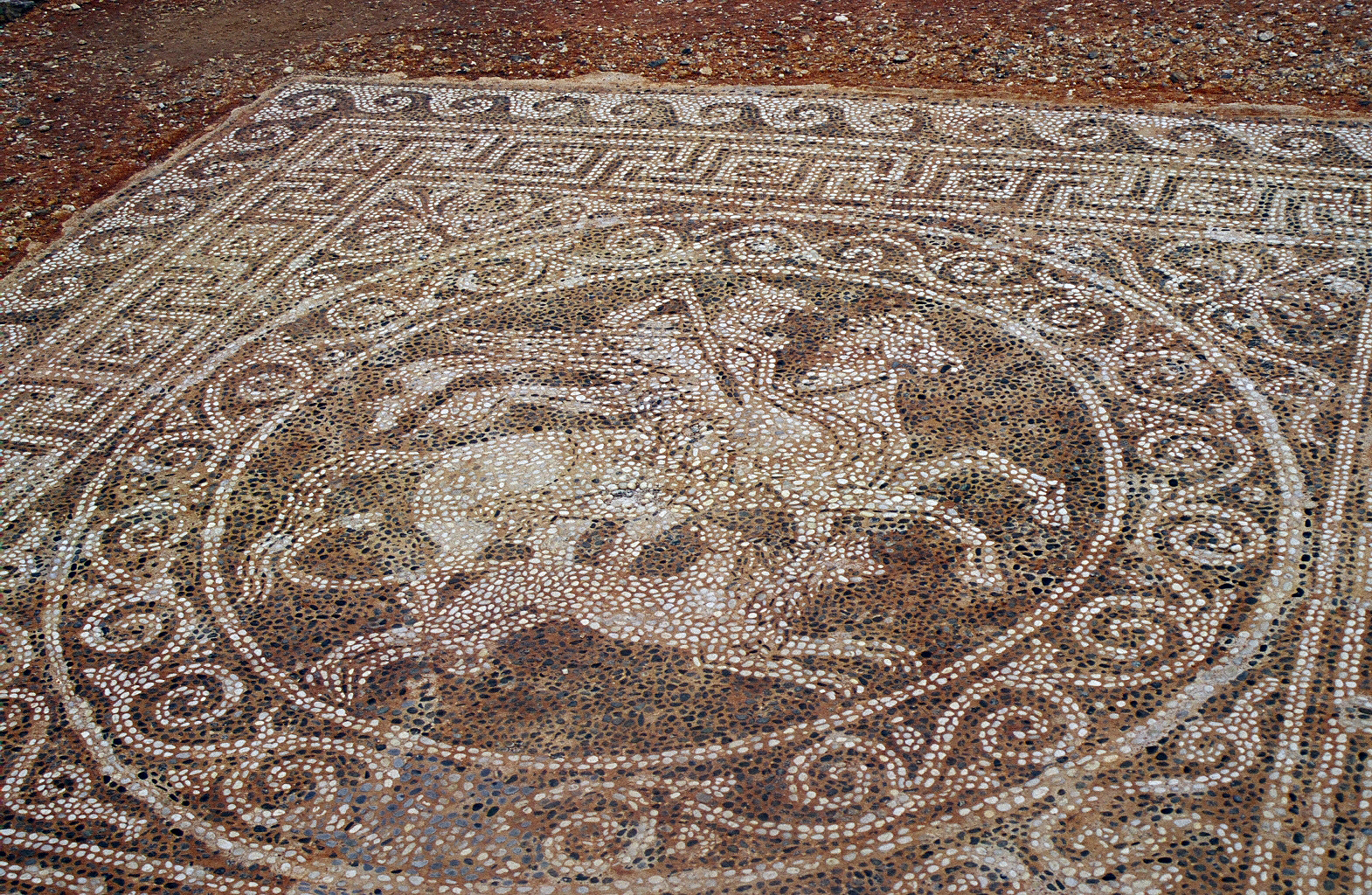
Kieselmosaik: Bellerophon auf Pegasos im Kampf gegen die Chimära

Die aufgrund der Zerstörung von Olynth 348 v. Chr. recht kurze Existenz der erweiterten Stadt hinterließ den Archäologen nur geringfügig von Umbaumaßnahmen betroffene und von Überbauungen verschonte Hausgrundrisse. Die Grundstücke bebaute man, abgesehen von einzelnen Details, relativ einheitlich. Das so für Olynth typische Haus wird auch als Pastashaus bezeichnet. Im nördlichen Teil eines Grundstückes befand sich ein zweistöckiges Gebäude, bestehend aus Oikostrakt und Pastas, einem sich hin zum Hof öffnenden kleinen Säulengang. Der Hof reichte bis zur südlichen Grundstücksgrenze und war seitlich von zwei einstöckigen Nebengebäuden begrenzt. Typischerweise diente ein Nebengebäude mit Andron und Vorraum den Männern zum Trinkgelage, dem Symposion. Je nachdem, ob sich das Grundstück in der nördlichen oder südlichen Zeile eines Häuserblocks befand, betrat man das Haus entweder über den Oikostrakt oder über den Hof.

### Stadterweiterung im Osten
Die Nordstadt scheint in der Folgezeit des Peloponnesischen Krieges nicht mehr genügend Platz für zusätzliche Einwohner geboten zu haben. So entschloss man sich wohl östlich der Stadt, in ihrer unmittelbarer Nachbarschaft, ein weiteres Stadtviertel anzulegen, dass ebenso wie die Nordstadt den planmäßigen Grundriss einer Rasterstadt aufweist. Diese Erweiterung benannten die Ausgräber nach den dort gefundenen großzügig angelegten Häusern The Villa Section. Für die Anlage dieses neuen Stadtviertels nutzten die Olynthier die Erfahrungen, die sie während der Planung der Nordstadt sammelten. Die Insulae waren erneut west-östlich ausgerichtet und wurden in zehn Grundstücke – zwei Reihen à fünf Häuser – aufgeteilt. Obwohl die Ausdehnung der Villa Section nicht näher untersucht worden ist, lassen sich jedoch zumindest zwei von Süd nach Nord verlaufende Hauptstraßen mit einer Breite von 6,30 m und 16 von Ost nach West verlaufende Nebenstraßen mit einer Breite von 5 m ausmachen. Die Straßen der Nordstadt waren allerdings von denen der Villa Section durch eine mit Toren versehene Stadtmauer getrennt und brauchten sich deswegen nicht aufeinander zu beziehen, was sich unter anderem in einer Abweichung des Straßenrasters um zwei bis drei Grad bemerkbar macht. Auch wurden im Gegensatz zur Stadterweiterung auf dem Nordhügel nicht alle Grundstücke bebaut. Die unbebauten Flächen boten neu hinzukommenden Einwohnern Platz, mögen aber teilweise auch als Gärten der angrenzenden Häuser gedient haben. Auffällig ist, dass im Unterschied zur Nordstadt die Grundstücke teilweise größer als die Standardparzellen ausfallen. Auch sind die Häuser der Villa Section deutlich uneinheitlicher ausgeführt. Statt des Pastashauses finden sich überwiegend Peristylhäuser in variierenden Grundrissen. All dies legt nahe, dass die östliche Stadterweiterung weniger planvoll und über einen längeren Zeitraum bebaut wurde.

### Öffentliche Einrichtungen und Plätze

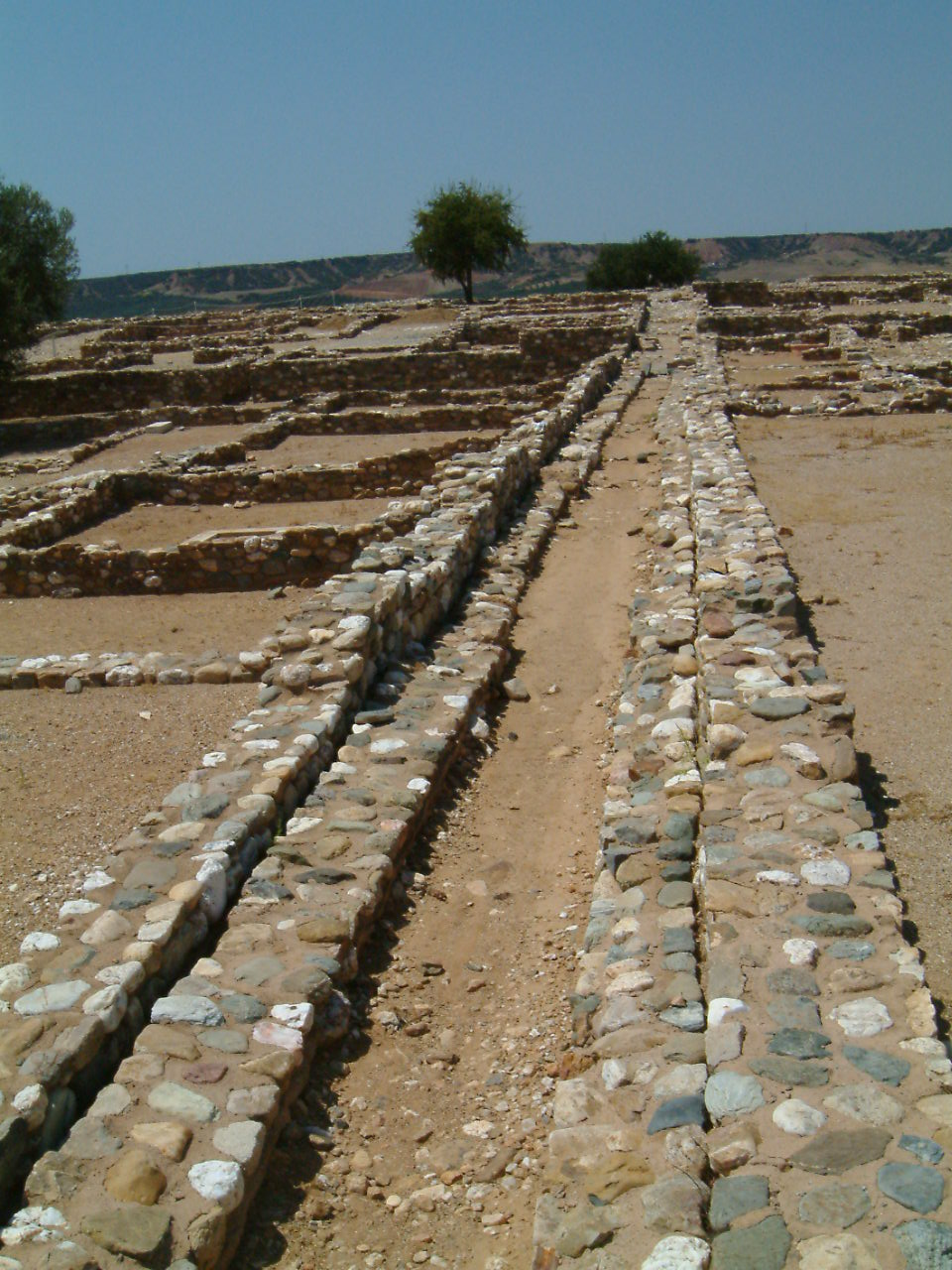
Gasse für Entwässerung zwischen zwei Häuserzeilen in der Nordstadt

Im Norden der Altstadt fanden die Ausgräber die Fundamente eines mit 32 × 16 m verhältnismäßig großen rechteckigen Gebäudes, das wahrscheinlich öffentlich genutzt wurde. Ein weiteres größeres Gebäude befand sich im Süden der Altstadt und wurde wohl nach dem Persersturm von 479 v. Chr. errichtet und als öffentliches Gebäude genutzt. Durch den Ausbau der Stadt 432 v. Chr. und dem Zuzug neuer Einwohner kamen zusätzliche Bauten für das wirtschaftliche und gesellschaftliche Leben hinzu. So lag im südlichen Bereich der Neustadt auf dem Nordhügel eine 135 × 85 m unbebaute Fläche, die an der Nordseite und Nordostecke von öffentlichen Einrichtungen begrenzt wurde. Eine Häufung von Münzfunden im Umkreis dieses Platzes ließ vermuten, dass es sich hierbei um den zentralen Platz der Polis, die Agora, handelte. Ein weiterer Deutungsansatz sah hier einen heiligen Bezirk mit Tempel, der allerdings durch Grabungen bisher nicht nachgewiesen werden konnte. Auf der Nordseite des Platzes stand eine Säulenhalle. Daran schloss sich östlich ein Gebäude an, dass mit einer zentralen Säulenreihe ausgestattet war und so eventuell Versammlungen dienen konnte. Ein Brunnenhaus bildete die Nordostabgrenzung des Platzes. Der Nachweis eines Theaters konnte bislang nicht erbracht werden. Jedoch bot eine Einbuchtung am Südosthang des Südhügels ausreichend Raum für mögliche Zuschauerränge, weswegen an diesem Ort zumindest Theaterstücke sehr wahrscheinlich aufgeführt wurden.

### Wasserversorgung

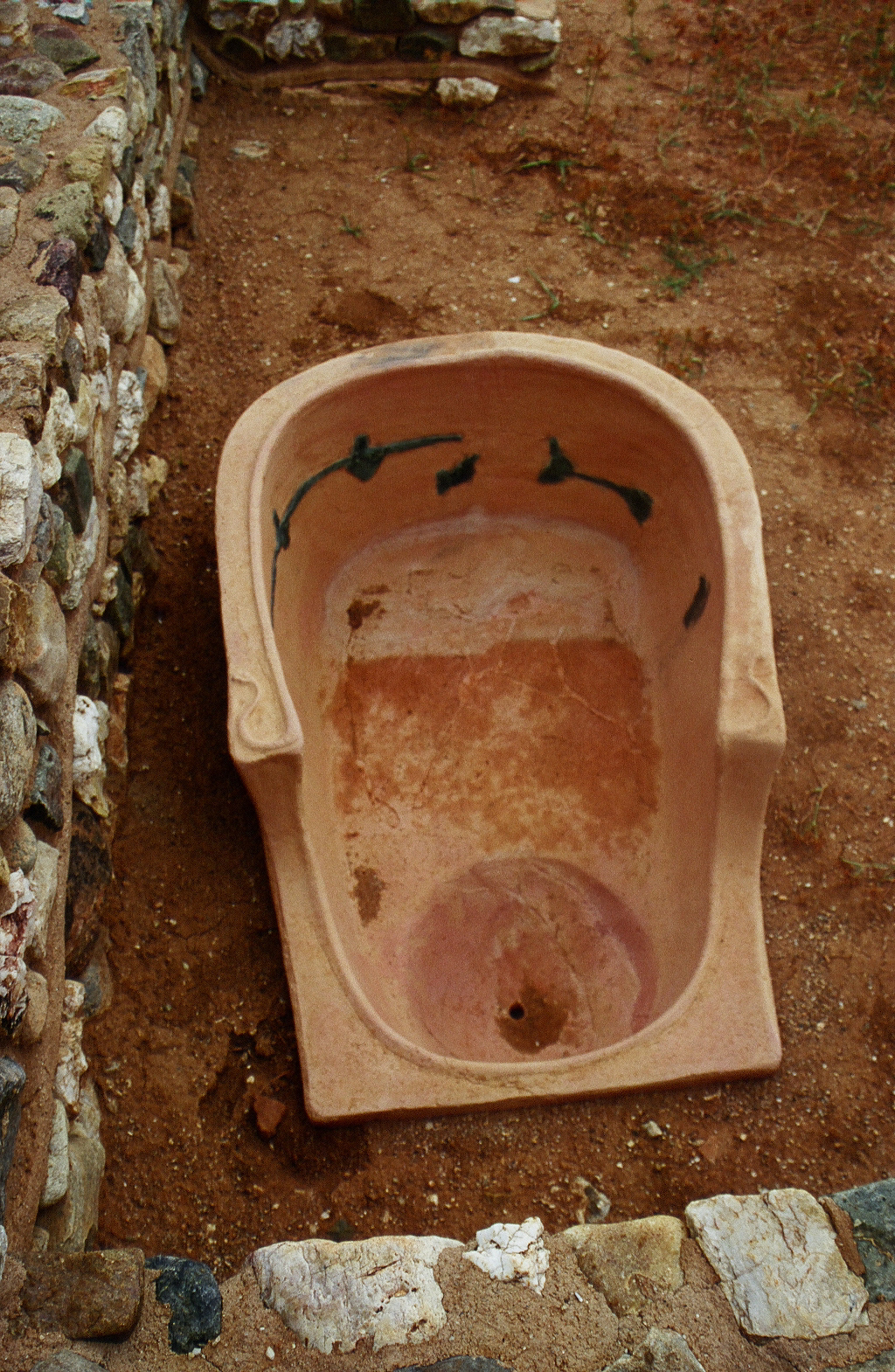
Rekonstruierte Wanne im Oikostrakt eines Hauses in der Nordstadt

Die Versorgung mit Wasser war in Olynth auf verschiedene Weise sichergestellt. Neben dem Fluss Sardanos, der ganzjährig Wasser führte, und vereinzelten Zisternen, waren es vor allem tönerne Leitungen, die Olynth mit Wasser versorgten. Ausgangspunkt dieses teilweise unter Druck stehenden Leitungssystems lag in den Bergen 8 km nördlich von Olynth, wo bei Polygyros eine Quellfassung gefunden wurde. Am Ende der Wasserleitung befanden sich im Stadtgebiet wohl mehrere Schöpfbrunnen, von denen sich zwei nachweisen ließen. Das Röhrensystem scheint bereits im 7. Jahrhundert v. Chr. existiert zu haben. Dies legen zumindest Scherben von schwarzfigurigen Vasen nahe, die auf dem Boden eines Hauses in der Altstadt mit Wasseranschluss gefunden wurden. Olynth besäße damit eines der ältesten Druckleitungssysteme im antiken Griechenland.

### Stadtbefestigung
Ist für die Altstadt keine Verteidigungsanlage nachweisbar, kann man die beim griechischen Historiker Xenophon für das Jahr 381 v. Chr. erwähnte Stadtmauer auch archäologisch fassen. Anhand der Funde im Norden der Nordstadt Olynths lässt sich eine 3,25 m starke Lehmziegelmauer rekonstruieren, die etwa alle 42 m mit einem Verteidigungsturm versehen war und nach Xenophon während des Olynthischen Krieges, einer Auseinandersetzung in den Jahren 382 bis 379 v. Chr. zwischen Sparta und Olynth, mit Schützen besetzt werden konnte. Für die später erbaute Oststadt konnten bisher keine Stadtmauerreste nachgewiesen werden.

### Nekropolen

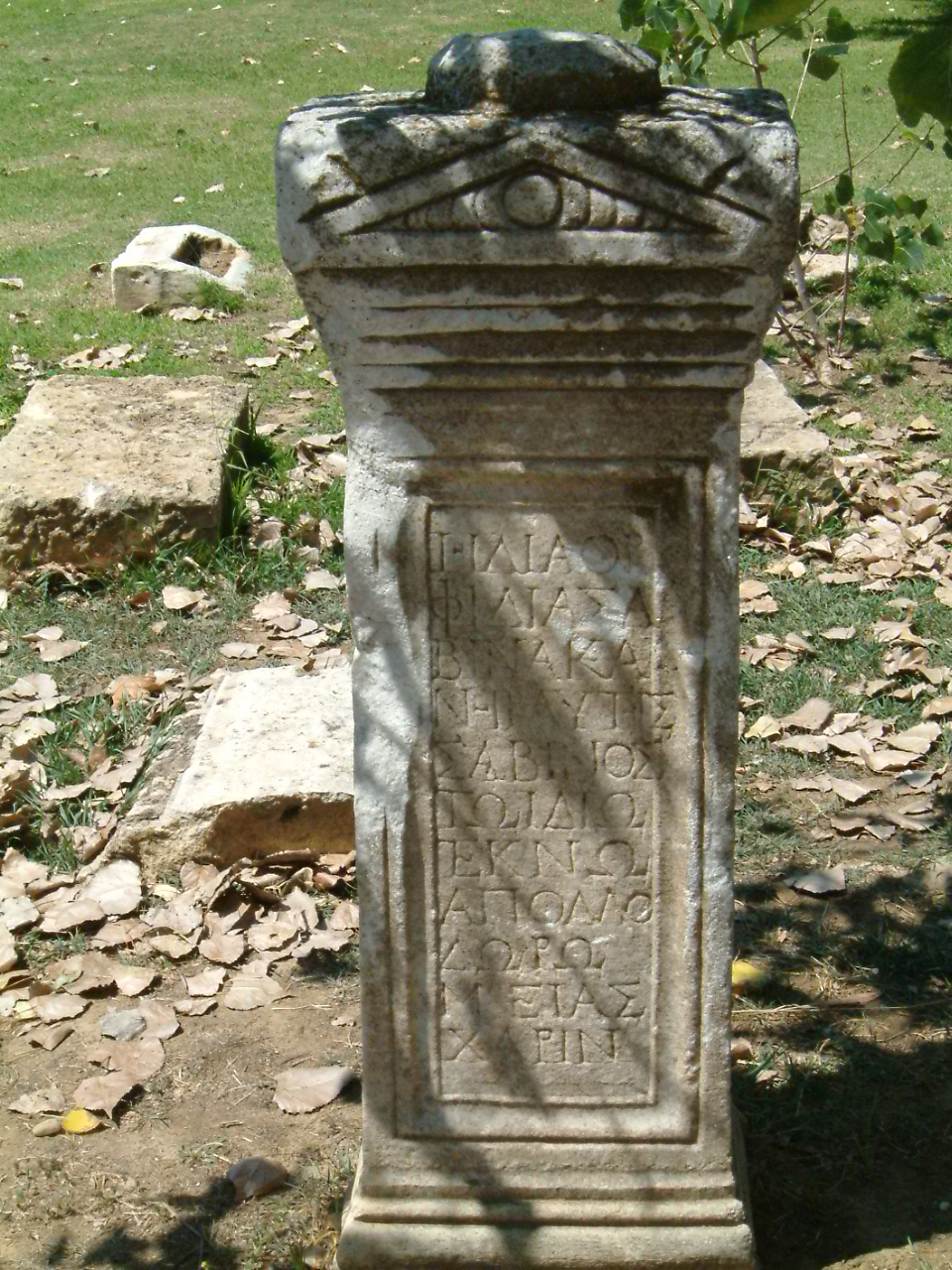
Grabstein aus Olynth mit altgriechischer Inschrift

Drei Gräberfelder sind bekannt, die von den Einwohnern Olynths genutzt wurden. Die größte Nekropole befindet sich am Fluss Sardanos im Westen der Stadt. Hier konnten unter Leitung des Archäologen Robinson 560 Gräber untersucht werden. Ein weiteres, wesentlich kleineres Gräberfeld liegt im Norden der Stadt. Etwa 700 m östlich des Südhügels befindet sich zudem die dritte Nekropole.

## Olynthische Mühlen
Olynth ist der Hauptfundort der sogenannten olynthischen Mühlen. Diese Mühlen wiesen gegenüber den alten ägyptischen Getreidemühlen einige Vorteile auf und markieren in der antiken Technikgeschichte einen bedeutenden Fortschritt. Die älteren Mühlen bestanden aus einem großen flachen Stein, auf dem das Getreide lag, und einem kleineren, der hin- und herbewegt wurde, um das Getreide zu mahlen. Bei der olynthischen Mühle dagegen wurde das Getreide in einen Trichter gegeben, aus dem es in einen Spalt zwischen den Mühlsteinen fiel. Die Arbeit musste daher nicht mehr so oft unterbrochen werden, um das Getreide nachzufüllen. Außerdem war ein langer Hebel angebracht, sodass man sie einfacher bewegen konnte. Außerdem wurden in Olyth Ölmühlen gefunden, die zum Auspressen der Oliven dienten.

## Personen aus Olynth
- Ephippos von Olynth – Historiograph (2. Hälfte 4. Jahrhundert v. Chr.)
- Herodotos – Bildhauer
- Kallisthenes – Historiograph (* um 370 v. Chr., † um 327 v. Chr.)
- Andronikos († nach 312 v. Chr.), Feldherr der Diadochenkriege
- Sthennis – Erzgießer